# Нова банка за развитие
Нова банка за развитие (НБР), преди известна като Нова банка за развитие на БРИКС, е международна финансова организация, банка за развитие, която е създадена от страните членки на БРИКС с цел финансиране на инфраструктурни проекти и проекти за устойчиво развитие в тези и развиващите се страни.
Седалището на банката е в Шанхай. Банката има открити регионални офиси в РЮА, Бразилия и Руската федерация. През май 2022 г. банката съобщава, че е създадено представителство в Индия, щата Гуджарат, за финансиране на проекти за развитие в Индия и Бангладеш.
Уставният капитал на банката е 100 милиарда щатски долара, от който половината в щатски долари. Политическото решение за създаване на банката е взето от лидерите на БРИКС на петата среща на върха на БРИКС в Дърбан на 27 март 2013 г.
Една от причините за създаването на тази институция е, че членките на БРИКС многократно са критикували решенията на Световната банка и МВФ по отношение устойчивото развитие.
Споразумението за създаването на новата банка за развитие е подписано на 15 юли 2014 г. още на първия ден на шестата среща на върха на БРИКС в бразилския град Форталеза. Документът е открит за присъединяване от нови членове, като интерес към форума проявяват Иран и Турция.
На 8 март 2015 г. руският президент Владимир Путин ратифицира споразумението за създаване на новата и същевременно алтернативна на МВФ и Световната банка финансова институция. Това се случва в годината когато китайската икономика изпреварва тази на САЩ, измествайки я от първото място в глобален мащаб.
Банката предоставя заеми, гаранции и участва в капитала на други финансови институции, като предоставя техническа помощ при подготовката и изпълнението на инфраструктурни проекти, в които участва повече от една страна.
Първият избран президент на НБР е К. В. Камат от Индия. От 24 март 2023 г. президент е Дилма Русеф от Бразилия. Президентът и вицепрезидентът заемат длъжността за 5-годишен мандат без право на подновяване.